# Gobierno Thorning-Schmidt II
El segundo gobierno de Helle Thorning-Schmidt fue el gobierno de Dinamarca en funciones del 3 de febrero de 2014 al 28 de junio de 2015. Fue un gobierno de coalición entre los socialdemócratas y el Partido Social Liberal.
Fue precedido por el primer gobierno de Helle Thorning-Schmidt, un gabinete que terminó cuando el Partido Popular Socialista abandonó el gobierno.

## Conformación del gobierno

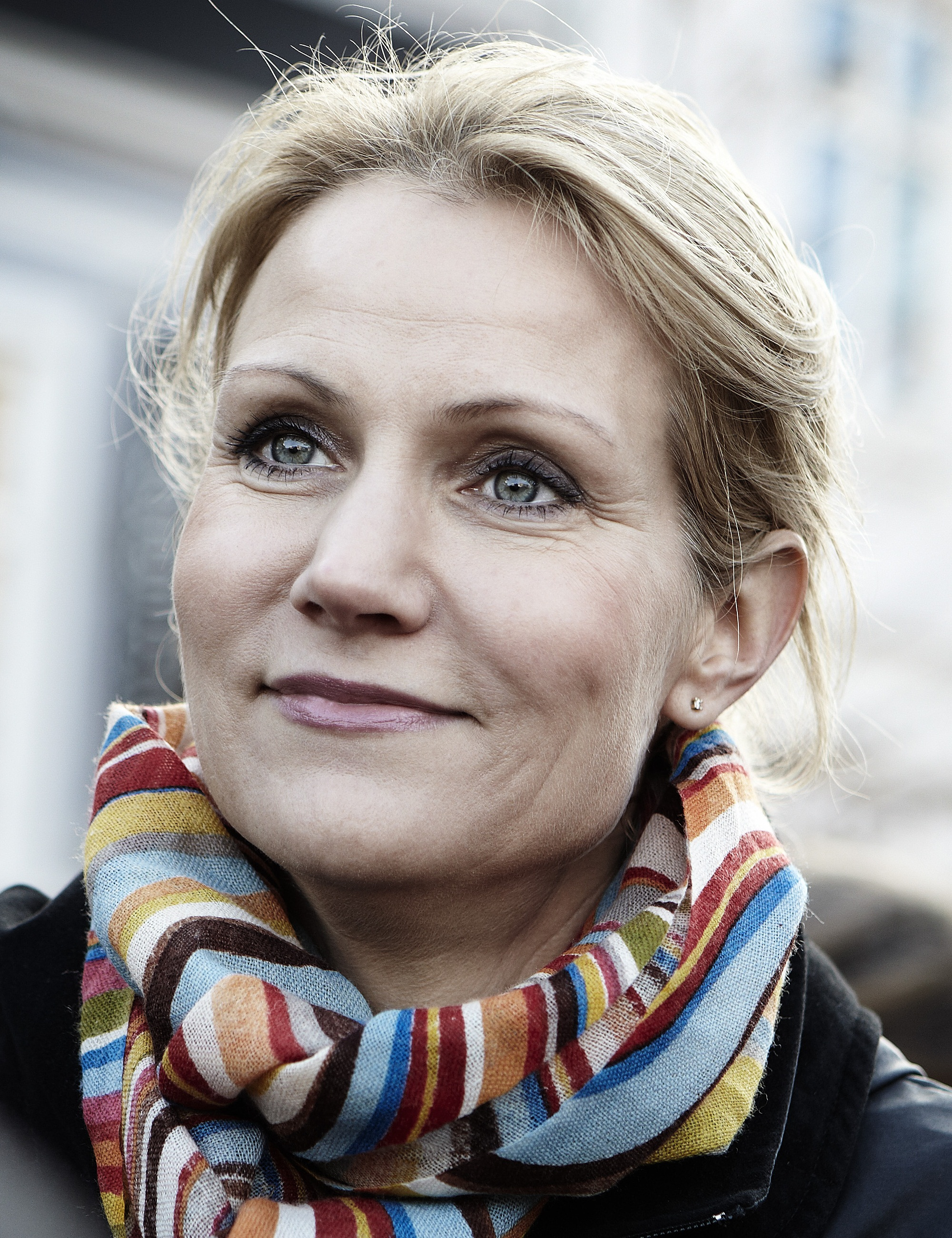
Helle Thorning-Schmidt, primera ministra de Dinamarca en 2013.

Helle Thorning-Schmidt formó su primer gobierno después de las elecciones parlamentarias de 2011 y lideró un gobierno de coalición formado por su propio partido de los socialdemócratas, el Partido Social Liberal y el Partido Popular Socialista hasta 2014.
El 30 de enero de 2014, el Partido Popular Socialista anunció su salida del gobierno debido a un conflicto sobre la venta propuesta de acciones de DONG Energy a Goldman Sachs. Antes de su salida, también anunciaron que apoyarían a Helle Thorning-Schmidt aunque no fueran parte de su gobierno.
Este hecho provocó la dimisión del primer gabinete de Helle Thorning-Schmidt y la formación del segundo gabinete de Helle Thorning-Schmidt el 3 de febrero de 2014.
El segundo gobierno de Thorning-Schmidt renunció tras la derrota en las elecciones generales de 2015.

## Lista de ministros
Los socialdemócratas tuvieron trece ministros, incluido el primer ministro. El Partido Social Liberal tuvo siete ministros.
| Ministerio                                                                       | Ministro               | Partido | Partido          | Inicio                  | Término                 |
| -------------------------------------------------------------------------------- | ---------------------- | ------- | ---------------- | ----------------------- | ----------------------- |
| Primera ministra                                                                 | Helle Thorning-Schmidt |         | Socialdemócratas | 3 de febrero de 2014    | 28 de junio de 2015     |
| Vice Primer Ministro Ministro de Economía e Interior                             | Margrethe Vestager     |         | Social Liberal   | 3 de febrero de 2014    | 2 de septiembre de 2014 |
| Vice Primer Ministro Ministro de Economía e Interior                             | Morten Østergaard      |         | Social Liberal   | 2 de septiembre de 2014 | 28 de junio de 2015     |
| Ministro de Hacienda                                                             | Bjarne Corydon         |         | Socialdemócratas | 3 de febrero de 2014    | 28 de junio de 2015     |
| Ministro de Relaciones Exteriores                                                | Martin Lidegaard       |         | Social Liberal   | 3 de febrero de 2014    | 28 de junio de 2015     |
| Ministro de Impuestos                                                            | Morten Østergaard      |         | Social Liberal   | 3 de febrero de 2014    | 2 de septiembre de 2014 |
| Ministro de Impuestos                                                            | Benny Engelbrecht      |         | Socialdemócratas | 2 de septiembre de 2014 | 28 de junio de 2015     |
| Ministro de Trabajo                                                              | Mette Frederiksen      |         | Socialdemócratas | 3 de febrero de 2014    | 10 de octubre de 2014   |
| Ministro de Trabajo                                                              | Henrik Dam Kristensen  |         | Socialdemócratas | 10 de octubre de 2014   | 28 de junio de 2015     |
| Ministra de Justicia                                                             | Karen Hækkerup         |         | Socialdemócratas | 3 de febrero de 2014    | 10 de octubre de 2014   |
| Ministra de Justicia                                                             | Mette Frederiksen      |         | Socialdemócratas | 10 de octubre de 2014   | 28 de junio de 2015     |
| Ministra de Educación Superior e Investigación                                   | Sofie Carsten Nielsen  |         | Social Liberal   | 3 de febrero de 2014    | 28 de junio de 2015     |
| Ministra de Cultura y Asuntos Religiosos                                         | Marianne Jelved        |         | Social Liberal   | 3 de febrero de 2014    | 28 de junio de 2015     |
| Ministro de Urbanismo, Vivienda, Asuntos Rurales Ministro de Cooperación Nórdica | Carsten Hansen         |         | Socialdemócratas | 3 de febrero de 2014    | 28 de junio de 2015     |
| Ministra de Educación                                                            | Christine Antorini     |         | Socialdemócratas | 3 de febrero de 2014    | 28 de junio de 2015     |
| Ministro de Salud y Prevención                                                   | Nick Hækkerup          |         | Socialdemócratas | 3 de febrero de 2014    | 28 de junio de 2015     |
| Ministro de Defensa                                                              | Nicolai Wammen         |         | Socialdemócratas | 3 de febrero de 2014    | 28 de junio de 2015     |
| Ministro de Infancia, Equidad de Género, Integración y Asuntos Sociales          | Manu Sareen            |         | Social Liberal   | 3 de febrero de 2014    | 28 de junio de 2015     |
| Ministro de Negocios y Crecimiento                                               | Henrik Sass Larsen     |         | Socialdemócratas | 3 de febrero de 2014    | 28 de junio de 2015     |
| Ministro de Clima, Energía y Construcción                                        | Rasmus Helveg Petersen |         | Social Liberal   | 3 de febrero de 2014    | 28 de junio de 2015     |
| Ministro de Alimentación, Agricultura y Pesca                                    | Dan Jørgensen          |         | Socialdemócratas | 3 de febrero de 2014    | 28 de junio de 2015     |
| Ministro de Comercio y Cooperación para el Desarrollo                            | Mogens Jensen          |         | Socialdemócratas | 3 de febrero de 2014    | 28 de junio de 2015     |
| Ministro de Transporte                                                           | Magnus Heunicke        |         | Socialdemócratas | 3 de febrero de 2014    | 28 de junio de 2015     |
| Ministra de Medio Ambiente                                                       | Kirsten Brosbøl        |         | Socialdemócratas | 3 de febrero de 2014    | 28 de junio de 2015     |